# Comté de Scott (Illinois)
Pour les articles homonymes, voir Scott et Comté de Scott.
Le comté de Scott est un comté situé dans l'État de l'Illinois, aux États-Unis. En 2010, sa population est de 5 355 habitants. Son siège est Winchester.

## Démographie
| Groupe                           | Comté de Scott | Illinois | États-Unis |
| -------------------------------- | -------------- | -------- | ---------- |
| Blancs                           | 98,6           | 71,5     | 72,4       |
| Métis                            | 0,8            | 2,3      | 2,9        |
| Afro-Américains                  | 0,2            | 14,6     | 12,6       |
| Asiatiques                       | 0,2            | 4,6      | 4,8        |
| Amérindiens                      | 0,2            | 0,3      | 0,9        |
| Autres                           | 0,1            | 6,7      | 6,4        |
| Total                            | 100            | 100      | 100        |
|                                  |                |          |            |
| Hispaniques et Latino-Américains | 0,8            | 15,8     | 16,7       |